# دين الدم
مديونية الدم هو فيلم أمريكي صدر عام 2002 ، من إنتاج و إخراج و بطولة كلينت إيستوود . وهو مقتبس من رواية مايكل كونلي التي تحمل الاسم نفسه، وبطولة تيري ماكاليب ، الشخصية المتكررة في أعماله.

## ملخص
تيري ماكاليب ‏ هو أحد أبرز المحققين الجنائيين في مكتب التحقيقات الفيدرالي . أثناء ملاحقته لقاتل متسلسل يُصاب ماكاليب بنوبة قلبية . بعد عامين، خضع لعملية جراحية لزراعة قلب جديد في جسده. يعيش الآن حياة تقاعدية هادئة في لونغ بيتش . بعد فترة وجيزة، تأتي غراسيلا ريفرز، التي وهبتها أخته قلبها لماكاليب، لتطلب منه حل لغز جريمة قتل أختها.
ترك تيري تقاعده الهادئ للتحقيق في هذه القضية، ودفع ثمن الحياة التي يدين بها لمخلصته . و خلال تحقيقاته برفقة جاره جاسبر، صاحب أحد المراكب المجاورة له في لميناء، يكتشف ماكاليب أن المرأة الشابة قُتلت لأنها كانت متبرعة أعضاء متوافقة معه، تمامًا مثل ضحية اغتيال سابق. مما يثير استغرابه ويحاول يكتشف سبب هذه الصدفة.
1. 1 2  وصلة مرجع: http://www.imdb.com/title/tt0309377/. الوصول: 11 أبريل 2016.
2. ↑  وصلة مرجع: http://www.kinokalender.com/film3639_blood-work.html. الوصول: 18 مارس 2018.
3. ↑  "Acton, California - Wikipedia".
4. 1 2 3 4  وصلة مرجع: http://stopklatka.pl/film/krwawa-profesja. الوصول: 11 أبريل 2016.
5. 1 2 3 4 5  وصلة مرجع: http://www.allocine.fr/film/fichefilm_gen_cfilm=42950.html. الوصول: 11 أبريل 2016.
6. 1 2 3 4 5 6 7 8 9 10 11 12 13  وصلة مرجع: http://www.imdb.com/title/tt0309377/fullcredits. الوصول: 11 أبريل 2016.
7. ↑  مذكور في: قاعدة بيانات الأفلام التشيكية السلوفاكية. لغة العمل أو لغة الاسم: التشيكية. تاريخ النشر: 2001.